# Майк Стамм
Майк Стамм (англ. Mike Stamm, 6 серпня 1952) — американський плавець.
Олімпійський чемпіон 1972 року.
Чемпіон світу з водних видів спорту 1973 року.